# Pursuit Force
Pursuit Force è un videogioco del tipo simulatore di guida pubblicato nel 2005 da Sony Computer Entertainment per PlayStation Portable. Il protagonista è un agente di polizia appartenente a una squadra speciale, denominata Pursuit Force, incaricata di sconfiggere il crimine guidando vari mezzi di trasporto, saltando da un veicolo all'altro. Il gioco presenta sezioni a piedi, nelle strade e in acqua. Nel 2008 è stato pubblicato il seguito: Pursuit Force: Extreme Justice.

## Modalità di gioco
Ci sono un totale di trenta missioni, sei per ogni gang, che includono l'uccisione di nemici a piedi, in barca e inseguimenti con auto e moto, oppure in elicottero utilizzando un minigun. Il giocatore può saltare da un veicolo all'altro e può guidarli solo dopo aver ucciso i passeggeri. Il giocatore con il progredire del gioco ottiene nuovi gradi che sbloccano contenuti, nuove missioni e diverse abilità che rendono il gioco più facile come la salute rigenerante.
Il gioco include anche delle gare con diversi scenari e una modalità prova a tempo. Queste due modalità sono completamente indipendenti rispetto alle missioni vere e proprie. C'è una grande quantità di contenuti da sbloccare come foto e video e il loro sblocco dipende completamente dal punteggio fatto nella modalità Carriera.

## Trama
La Pursuit Force ha l'incarico di sconfiggere le cinque gang presenti a Capital State e di eliminare i loro leader.
Famiglia CapelliI Capelli sono una famiglia mafiosa guidata da Don Capelli, attiva da più di 20 anni. Un membro importante della famiglia è il miglior cecchino a loro disposizione, Stefano De Tomaso, conosciuto anche come "Deadeye".
WarlordsI Warlords sono un gruppo di mercanari e di soldati congedati. Il loro obiettivo è lo hijacking agli equipaggiamenti militari e sono guidati dal "Generale". Un membro importante è il luogotenente Davies.
ConvictsI Convicts sono un gruppo di psicopatici amanti del caos, fuggiti dalla prigione di Capital State che intendono allontanarsi dalla loro zona per fare caos altrove. Sono guidati da Hard Balls, un membro importante è il luogotenente "Billy Wilde".
VixensLe Vixens sono un gruppo di donne esperte nei furti con un arsenale altamente tecnologico, i loro crimini includono rapine e la vendita di artefatti. Sono guidati da "Whiplash", un membro importante è "The Fox".
Killer 66I Killer 66 sono un gruppo di asiatici, specializzati in furti d'auto e traffico di droga. Sono guidati da "Mostro Toshima", un luogotenente fondamentale è "Sudeko Arakawa".

## Critica
Il gioco è stato apprezzato dalla critica. IGN ha dato un voto di 8,4 e GameSpot 8 su 10, elogiando la grafica, le animazioni e il doppiaggio.